# Autophila
Autophila é um gênero de traça pertencente à família Arctiidae.